# PGC 73958
LEDA/PGC 73958 ist eine Elliptische Galaxie vom Hubble-Typ E im Sternbild Walfisch südlich der Ekliptik. Sie ist schätzungsweise 284 Millionen Lichtjahre von der Milchstraße entfernt.
Im selben Himmelsareal befinden sich u. a. die Galaxien NGC 541, NGC 543, NGC 545, NGC 547.